# Domingo García (gmina)
Domingo García – gmina w Hiszpanii, w prowincji Segowia, w Kastylii i León, o powierzchni 17,76 km². W 2011 roku gmina liczyła 41 mieszkańców.